# 26 января
26 января — 26-й день года  по григорианскому календарю.
До конца года остаётся 339 дней (340 дней в високосные годы).
До 15 октября 1582 года — 26 января по юлианскому календарю, с 15 октября 1582 года — 26 января по григорианскому календарю.
В XX и XXI веках соответствует 13 января по юлианскому календарю.

## Праздники и памятные дни

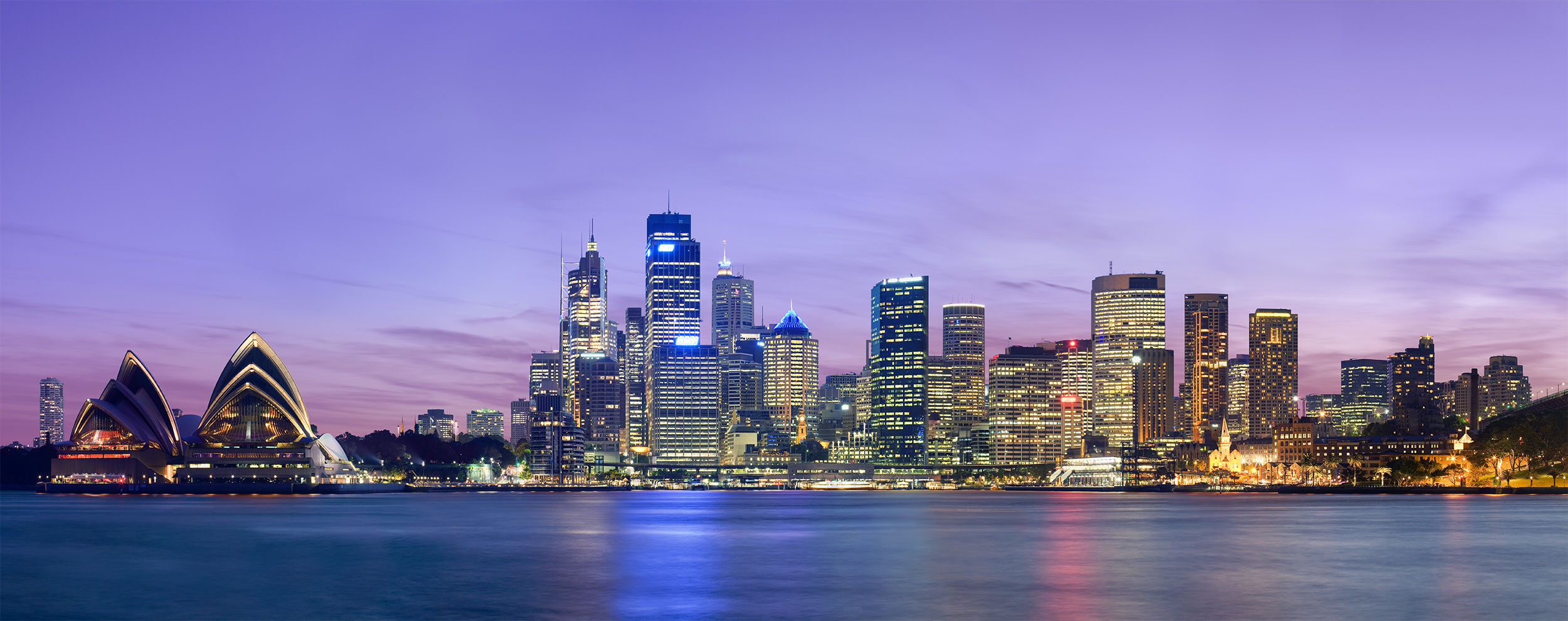
Сидней (Австралия)

См. также: Категория:Праздники 26 января

### Международные
- Международный день таможенника
- День зелёного сока

### Национальные
- Австралия — День Австралии
- Доминиканская Республика — День рождения Дуарте
- Индия — День Республики
- Латвия — День международного признания Латвийской Республики (в 1921 году страны Дружеского соглашения признали независимость Латвии)
- Уганда — День свободы
- Россия — Ермилов день

### Профессиональные
- Украина — День работника контрольно-ревизионной службы Украины
- Узбекистан — День таможенника.

### Религиозные
Католицизм
 — Память святого Альбериха;
 — память святой Маргариты Венгерской;
 — память святой Паулы;
 — память апостолов Тимофея и Тита.
 Православие
 — Память мучеников Ермила и Стратоника Сингидонских (Белградских) (ок. 315);
 — память преподобного Иринарха, затворника Ростовского (1616);
 — память преподобного Елеазара Анзерского (Севрюкова) (1656);
 — память мученика Петра Авессаломита (Анийского) (309—310);
 — память преподобного Иакова, епископа Низибийского (350).

### Именины
- Католические: Альберих, Маргарита, Паула, Тимоти, Тит.
- Православные: Афанасий, Елеазар, Ермил, Иринарх, Максим, Никодим, Никифор, Папирин, Пахомий, Пётр, Стратоник, Яков.

## События
См. также: Категория:События 26 января

### До XIX века
- 1340 — Эдуард III объявлен королём Франции.
- 1500 — Висенте Яньес Пинсон стал первым европейцем, ступившим на землю современной Бразилии, оказавшись у берегов современного бразильского штата Пернамбуку. Однако, по мнению некоторых историков, португалец Дуарте Пачеко Перейра пришёл в северо-восточную Бразилию в 1498 году, на два года раньше Висенте Яньес Пинсон, Диего де Лепе и Пе́дру А́лвареш Кабра́л.
- 1525 — появилась первая печатная карта Руси — карта Московских земель.[источник не указан 917 дней]
- 1531 — разрушительное землетрясение и цунами привело к гибели около 30000 человек в Лиссабоне.
- 1564 — в ходе Ливонской войны произошла битва при Чашниках.
- 1589 — в Москве было учреждено патриаршество, и митрополит Иов был возведён в сан патриарха Московского и всея Руси.
- 1697 — Иоганн Бернулли предлагает неточное решение задачи о брахистохроне, сформулированной им же. В ответ 5 учёных (Исаак Ньютон, Якоб Бернулли, Готфрид Лейбниц, Эренфрид Вальтер фон Чирнгауз и Гийом де Лопиталь) публикуют исправленные решения. В итоге появляется новая отрасль математики — вариационное исчисление.
- 1788 — основан город Сидней — первое поселение европейцев в Австралии.

### XIX век
- 1808 — начался ромовый бунт в Австралии.
- 1837 — штат Мичиган принят в состав США.
- 1839 — укреплению в Суджукской бухте при устье реки Цемес присвоено название Новороссийск.
- 1871 — франко-прусская война: заключено перемирие между гарнизоном осаждённого Парижа и прусскими войсками.

### XX век
- 1905 — в Южной Африке на руднике «Премьер» найден алмаз «Куллинан» массой 621 грамм.
- 1911 — первый полёт гидроплана, пилотируемого Гленном Кёртиссом.
- 1914 — поднялся в воздух первый российский четырёхмоторный цельнодеревянный биплан «Илья Муромец» — первый русский бомбардировщик, построенный под руководством лётчика-авиаконструктора И. И. Сикорского на русско-балтийском вагонном заводе.[источник не указан 2742 дня]
- 1915 — в США создан национальный парк Роки-Маунтин.
- 1924
  - Постановлением 2-го съезда Советов Петроград переименован в Ленинград.
  - Приказом начальника Московского гарнизона учреждён Пост № 1 — пост Почётного караула у Мавзолея Ленина.
  - американец Чарльз Джетроу стал первым в истории чемпионом зимних Олимпийских игр, выиграв дистанцию 500 метров в конькобежном спорте на первых зимних Играх в Шамони.
- 1934
  - В Берлине подписана Декларация о неприменении силы между Германией и Польшей.
  - В Москве открылся XVII съезд ВКП(б).
- 1939 — на конференции по теоретической физике в Вашингтоне Нильс Бор объявил об открытии деления урана.
- 1945 — Вторая мировая война: американец Оди Мёрфи совершил свой подвиг, за что был награждён медалью Почёта.
- 1952 — Каирский пожар в результате массовых беспорядков.
- 1956 — СССР вернул Финляндии полуостров Порккала.
- 1972 — катастрофа DC-9 над Хинтерхермсдорфом. Из 28 человек выжила лишь стюардесса Весна Вулович, упав без парашюта с высоты более 10 000 метров.
- 1983 — выпущена программа электронных таблиц Lotus 1-2-3.
- 1991 — президент Сомали Сиад Барре, руководивший страной с 1969 года, отстранён от власти и бежал на танке из своей резиденции.

### XXI век
- 2001 — Гуджаратское землетрясение, количество погибших оценивается от 13 до 20 тыс. человек.
- 2004 — президентом Хамидом Карзаем была официально подписана Конституция Исламской Республики Афганистан.
- 2020 — катастрофа S-76 под Калабасасом, 9 погибших, в том числе баскетболист Кобе Брайант.

## Родились

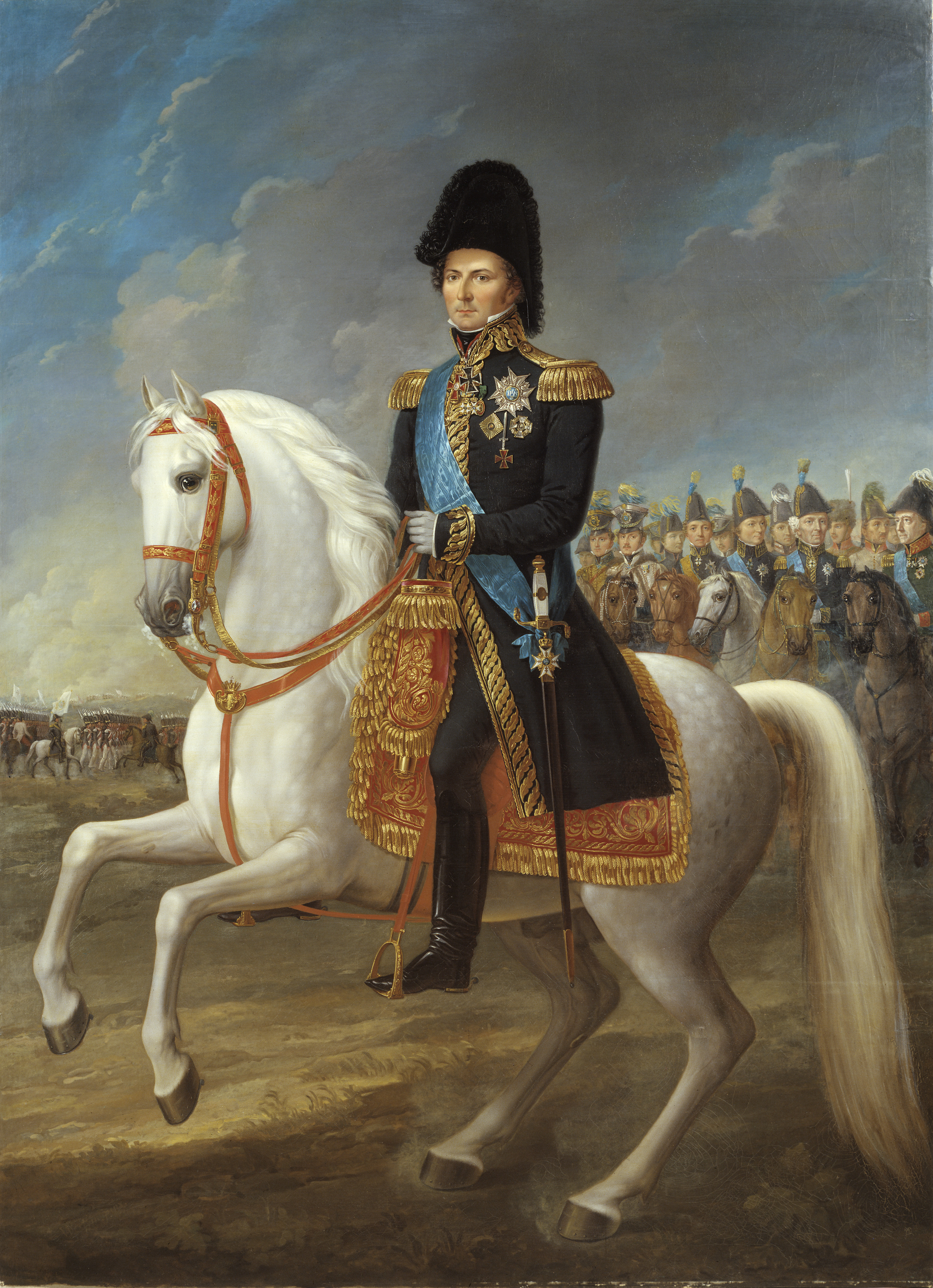
Бернадот, Жан-Батист-Жюль

См. также: Категория:Родившиеся 26 января

### До XIX века
- 1672 — Анна Монс (ум. 1714), фаворитка российского императора Петра I.
- 1714 — Жан-Батист Пигаль (ум. 1785), французский скульптор.
- 1716 — Джордж Джермейн (ум. 1785), британский госсекретарь по делам колоний.
- 1763 — Жан-Батист-Жюль Бернадот (ум. 1844), маршал Франции, впоследствии король Швеции и Норвегии (с 1818) по имени Карл XIV Юхан, основатель династии Бернадотов.
- 1781 — Ахим фон Арним (ум. 1831), немецкий писатель-прозаик, поэт, драматург.
- 1787 — Александр Витберг (ум. 1855), российский художник и архитектор.
- 1799 — Самуэль Гоба (ум. 1879), религиозный деятель швейцарского происхождения, протестантский епископ в Иерусалиме.

### XIX век
- 1804 — Эжен Сю (ум. 1857), французский писатель, основоположник уголовно-сенсационного жанра[англ.] в литературе.
- 1831 — Антон де Бари (ум. 1888), немецкий ботаник и микробиолог, основатель микологии и фитопатологии.
- 1847 — Джон Бейтс Кларк (ум. 1938), американский экономист.
- 1849 — Пётр Алексеев (ум. 1891), один из первых российских рабочих-революционеров.
- 1880 — Дуглас Макартур (ум. 1964), американский военачальник, генерал армии.
- 1884 — Эдуард Сепир (ум. 1939), американский лингвист, этнолог, антрополог.

### XX век

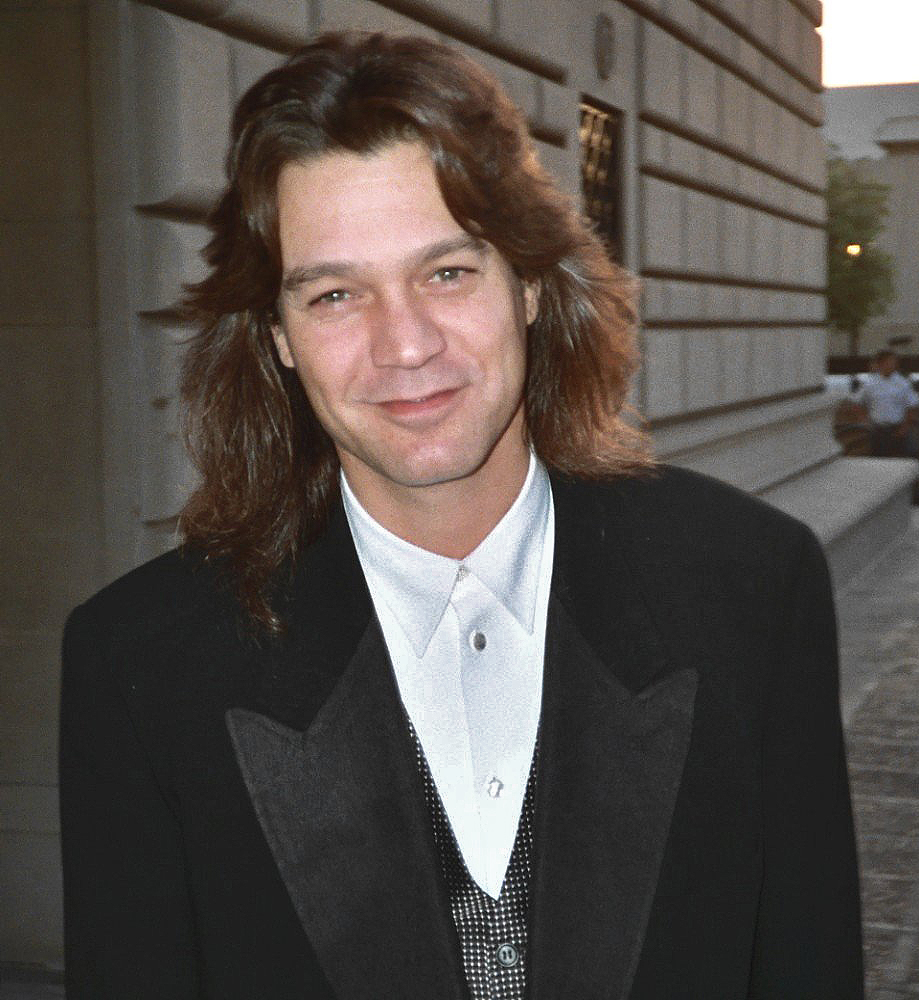
Эдди Ван Хален

- 1904 — Шон Макбрайд (ум. 1988), ирландский политик и общественный деятель, лауреат Нобелевской премии мира (1974).
- 1905 — Аркадий Первенцев (ум. 1981), русский советский писатель-прозаик, сценарист, драматург, журналист.
- 1908 — Стефан Граппелли (ум. 1997), французский джазовый скрипач.
- 1918
  - Филип Хосе Фармер (ум. 2009), американский писатель-фантаст.
  - Николае Чаушеску (расстрелян в 1989), румынский политик и государственный деятель, президент Румынии (1974—1989).
- 1919 — Хён Сын Джон (ум. 2020), корейский политик, премьер-министр Южной Кореи (1992—1993).
- 1921
  - Акио Морита (ум. 1999), японский бизнесмен, основатель корпорации Sony.
  - Юрий Озеров (ум. 2001), кинорежиссёр, сценарист, педагог, народный артист СССР.
- 1925 — Пол Ньюман (ум. 2008), американский актёр, кинорежиссёр, продюсер, лауреат премии «Оскар».
- 1928 — Роже Вадим (при рожд. Вадим Племянников; ум. 2000), французский кинорежиссёр, сценарист, актёр и продюсер.
- 1933 — Эльдар Шенгелая, грузинский кинорежиссёр, сценарист, педагог, народный артист СССР.
- 1934 — Георгий Мондзолевский (ум. 2024), советский волейболист, двукратный олимпийский чемпион (1964, 1968), чемпион мира (1960, 1962) и Европы (1967).
- 1935 — Фридрик Олафссон (ум. 2025), исландский шахматист, гроссмейстер (1958), четвёртый президент в истории ФИДЕ (1978—1982).
- 1938 — Маргарита Володина, актриса театра и кино, народная артистка РСФСР.
- 1944 — Анджела Дэвис, американская правозащитница, деятельница коммунистического движения, социолог и писательница.
- 1947
  - Патрик Девер (наст. имя Патрик Жан-Мари Анри Бурдо; покончил с собой в 1982), французский актёр, певец и композитор.
  - Мишель Сарду, французский певец, автор и исполнитель песен, актёр.
- 1950 — Йорг Хайдер (ум. 2008), правый австрийский политик националистического толка.
- 1951 — Аркадий Хоралов, советский и российский композитор, певец, поэт, автор песен.
- 1953 — Лариса Луппиан, советская и российская актриса театра и кино, народная артистка РФ.
- 1955 — Эдвард Ван Хален (ум. 2020), американский гитарист, автор песен, основатель хард-рок-группы Van Halen.
- 1959 — Наталья Вавилова, советская киноактриса.
- 1960 — Леонид Парфёнов, советский и российский журналист, телеведущий, режиссёр, писатель.
- 1961
  - Уэйн Гретцки, канадский хоккеист, 4-кратный обладатель Кубка Стэнли, лучший бомбардир в истории НХЛ
  - Том Кифер, американский рок-музыкант и автор песен, вокалист и гитарист рок-группы Cinderella.
- 1962 — Оскар Руджери, аргентинский футболист, чемпион мира (1986).
- 1963
  - Жозе Моуринью, португальский футболист и футбольный тренер.
  - Эндрю Риджли, британский певец, музыкант, автор песен, продюсер, в прошлом участник дуэта Wham!.
- 1965 — Алексей Лысенков, российский теле- и радиоведущий, шоумен («Сам себе режиссёр» и др.), актёр, режиссёр.
- 1976 — Анна Большова, российская актриса театра, кино и дубляжа.
- 1977 — Винс Картер, американский баскетболист, олимпийский чемпион (2000).
- 1981 — Густаво Дудамель, венесуэльский дирижёр.
- 1985 — Хизер Стэннинг, британская гребчиха, двукратная олимпийская чемпионка.
- 1990 — Серхио Перес, мексиканский автогонщик, пилот «Формулы-1».
- 1991 — Алекс Сандро, бразильский футболист.

### XXI век
- 2002 — Ян Цзюньсюань, китайская пловчиха, олимпийская чемпионка (2020), чемпионка мира (2018, 2022).

## Скончались
См. также: Категория:Умершие 26 января

### До XIX века

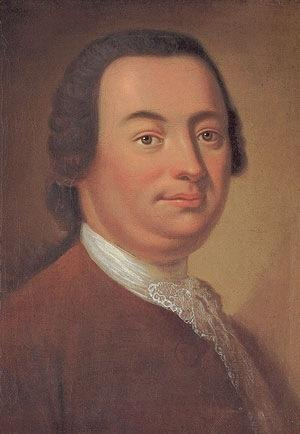
Иоганн Христоф Фридерик Бах

- 1564 — убит князь Пётр Иванович Шуйский, военный и государственный деятель России.
- 1795 — Иоганн Кристоф Фридрих Бах (р. 1732), немецкий композитор, сын И. С. Баха.

### XIX век
- 1823 — Эдуард Дженнер (р. 1749), английский врач, хирург, создатель вакцины против оспы.
- 1824 — Жан Луи Андре Теодор Жерико (р. 1791), французский живописец.
- 1828 — Каролина Лэм (р. 1785), британская аристократка и писательница, известная своим романом с лордом Байроном.
- 1831 — Антон Дельвиг (р. 1798), русский поэт, автор романсов, издатель, друг Александра Пушкина.
- 1836 — Яков Александр Франц Алликс (р. 1776), французский военачальник.
- 1855 — Жерар де Нерваль (р. 1808), французский поэт-романтик.
- 1870 — Чезаре Пуньи (р. 1802), итальянский композитор, написавший первый балет на русскую тему — «Конек-Горбунок».
- 1878 — Эрнст Генрих Вебер (р. 1795), немецкий психофизиолог и анатом.
- 1891 — Николаус Август Отто (р. 1832), немецкий конструктор, создавший 4-тактный двигатель внутреннего сгорания.
- 1893 — Эбнер Даблдей (р. 1819), американский генерал, которому приписывали изобретение бейсбола.

### XX век
- 1908 — Константин Поленов (р. 1835), русский учёный-металлург.
- 1912 — Чезаре Поллини (р. 1858), итальянский пианист и музыкальный педагог.
- 1920 — Владимир Каппель (р. 1883), российский военачальник, один из руководителей Белого движения.
- 1930 — Александр Кутепов (р. 1882), русский военный деятель, генерал от инфантерии, активный участник Белого движения.
- 1932 — Уильям Ригли-младший (р. 1861), американский промышленник, владелец компании-производителя жевательной резинки.
- 1942 — покончил с собой Феликс Хаусдорф (р. 1868), немецкий математик, один из основоположников современной топологии.
- 1943
  - Николай Вавилов (р. 1887), советский учёный-генетик, селекционер.
  - убит Карел Павлик (р. 1900), офицер армии Чехословакии, участник Сопротивления.
- 1947 — Густав Адольф (р. 1906), наследный принц Швеции.
- 1966 — Николай Мордвинов (р. 1901), актёр, театральный режиссёр, мастер художественного слова, народный артист СССР.
- 1975
  - Тоти даль Монте (р. 1893), итальянская оперная певица (колоратурное сопрано).
  - Любовь Орлова (р. 1902), русская актриса театра и кино, танцовщица, певица, народная артистка СССР.
- 1979 — Нельсон Рокфеллер (р. 1908), американский политик и бизнесмен, вице-президент США (1974—1977).
- 1980 — Юстас Палецкис (р. 1899), литовский журналист и поэт, советский государственный деятель.
- 1990 — Давид Абашидзе (р. 1924), грузинский актёр и режиссёр.
- 1991 — Михаил Пляцковский (р. 1935), советский поэт-песенник и драматург.
- 1994 — Алесь Адамович (р. 1927), белорусский писатель.
- 1996 — Михаил Решетнёв (р. 1924), советский конструктор космических систем и аппаратов, академик.
- 2000 — Альфред ван Вогт (р. 1912), американский писатель-фантаст.

### XXI век
- 2003
  - Валерий Брумель (р. 1942), советский легкоатлет (прыжки в высоту), олимпийский чемпион (1964).
  - Владимир Мулявин (р. 1941), белорусский музыкант, автор песен, основатель ВИА «Песняры», народный артист СССР.
- 2008
  - Игорь Дмитриев (р. 1927), актёр, народный артист РСФСР.
  - Жорж Хабаш (р. 1926), лидер Народного фронта освобождения Палестины.
- 2016
  - Эйб Вигода (р. 1921), американский актёр театра и кино.
  - Колин Вирнкоумб (р. 1962), британский музыкант, автор песен, лидер рок-группы «Black».
- 2019 — Мишель Легран (р. 1932), французский композитор, пианист и дирижёр, обладатель премий «Оскар», «Грэмми» и «Золотой глобус».
- 2020
  - Коби Брайант (р. 1978), американский баскетболист, пятикратный чемпион НБА.
  - Всеволод Чаплин (р. 1968), протоиерей Русской Православной Церкви, богослов.
- 2021
  - Маргитта Гуммель-Хельмбольд (р. 1941), толкательница ядра из ГДР, олимпийская чемпионка (1968).
  - Клорис Личмен (р. 1926), американская актриса и комедиантка, лауреат «Оскара», «Золотого глобуса», 9 премий «Эмми».

## Народный календарь, приметы и фольклор Руси
Ермилов день.
- Коли лес трещит, то мороз будет стоять долго.
- Если лес шумит, то быть снегу и оттепели.
- Если кошка мордочку прячет — быть морозу.
- Если собака лежит, свернувшись — к холоду, а если вытянувшись — к теплу.
- Сильная тяга в печи к морозу, а слабая тяга предвещает тепло[4].